# He Cooked His Goose
He Cooked His Goose (br.: Corações em disparada) é um filme de curta-metragem estadunidense de 1952, dirigido por Jules White. É o 140º de um total de 190 filmes da série com os Três Patetas produzida pela Columbia Pictures entre 1934 e 1959.

## Enredo
Larry é o dono de uma loja de animais mulherengo que tem um caso com a esposa de Moe. Ao mesmo tempo ele assedia a noiva de Shemp, Millie (Angela Stevens). Moe desconfia de Larry e o confronta na loja. Temendo que seu caso seja decoberto, Larry arma um plano e chama Shemp para levar roupas de baixo para vender para a esposa de Moe.
Enquanto Shemp mostra as roupas para a mulher, Larry liga para Millie e Moe e os dois chegam na casa fazendo com que ele se esconda na chaminé. Arrumando um disfarce de Papai Noel, Shemp escapa da casa e vê Larry chegando, quando percebe que foi enganado. Shemp nocauteia Larry e o coloca para ser desmascarado por Moe e Millie. Moe atira em Larry e depois atinge o próprio pé.